# Ansaldo Ansaldi

Discursus legales de commercio et mercatura, 1718 (Fondazione Mansutti, Milano)

Ansaldo Ansaldi (Firenze, 7 dicembre 1651 – Roma, 7 dicembre 1719) è stato un giurista e letterato italiano.

## Biografia
Nacque a Firenze da una nobile famiglia originaria di San Miniato. Dopo gli studi di giurisprudenza a Pisa fece pratica di avvocatura a Firenze nello studio di Ferrante Capponi. Fece parte dell'Accademia degli Apatisti e dell'Accademia fiorentina.
Successivamente si trasferì a Roma per lavorare nello studio del celebre avvocato e giurista, poi cardinale, Giovanni Battista De Luca. Qui si fece conoscere come letterato con il libretto dell'oratorio San Giovanni Battista, posto in musica da Alessandro Stradella ed eseguito presso la chiesa di San Giovanni dei Fiorentini, nell'ambito di un ciclo di quattordici oratori commissionati dall'arciconfraternita dei Fiorentini a Roma per la quaresima del 1675.
La sua notorietà di giurista è legata all'opera Discursus legales de commercio et mercatura, pubblicata a Roma nel 1689, e ristampata a Genova nel 1698 e a Colonia nel 1751.
Godendo della stima di Innocenzo XII, nel 1696 ottenne un canonicato a Santa Maria Maggiore e fu nominato uditore della Sacra Rota. Alla sua attività di giudice rotale è connessa la pubblicazione di cento Decisiones Sacrae Rotae Romanae (Lucca, 1704; Roma, 1711).
Nel 1704 entrò nell'Arcadia, ove assunse il nome di Solando Nedeo.
In ambito letterario diede alle stampe le raccolte poetiche Creazione dell'uomo e incarnazione del verbo eterno, divisa in sette canzoni (Firenze, 1704), uscita a cura di Giuseppe Averani «professore ordinario di legge nell'Università di Pisa» e dedicata ad Annibale Albani, e Il trionfo della fede (Firenze, 1717), uscita a cura di Antonio Maria Salvini e dedicata al pontefice Clemente XI.
Morì a Roma il 7 dicembre 1719.

## Opere
La sua opera principale è il Discursus legales de commercio et mercatura del 1689. Si tratta di circa cento discursus che commentano le decisioni delle Rote di Genova, Livorno e Firenze, soprattutto sul diritto del commercio e in particolare sui contratti di compravendita, mutuo e assicurazione. Le singole decisioni sono indicate dal nome del magistrato pronunciatario, mentre i commenti dell'autore sono articolati in paragrafi. Il lavoro di Ansaldi è fondamentale nel porre le basi per il diritto commerciale. La parte conclusiva è dedicata alle scritture mercantili, immaginando la futura realizzazione di un codice uniforme. L'opera gode di vasto seguito, con numerose ristampe: la prima edizione è del 1689 della tipografia romana di Domenico Antonio Ercole, mentre seguono quelle di Genova del 1698 di Giacomo Filippo Semino, di Ginevra del 1718 di fratelli De Tournes e di Colonia del 1751. Queste ultime due copie contengono al loro interno anche il De assecurationibus e il De proxenetis di Benvenuto Stracca.
Scrisse anche la canzone religiosa Trionfo della Fede (Firenze, 1717). La morte gli impedì di portare a compimento un lavoro dedicato alla raccolta delle sentenze rotali, Decisiones Sacrae Rotae Romanae, di cui riuscì a pubblicare solo il primo volume. L'opera fu poi continuata dall'avvocato curiale Stefano de Angelis.

### Edizioni
- (LA) Discursus legales de commercio et mercatura, Genève, Frères de Tournes, 1751.